# Lishiïta
La lishiïta és un mineral de la classe dels carbonats que pertany al grup de la burbankita.

## Característiques
La lishiïta és un carbonat de fórmula química (Ca₂◻)Sr₃(CO₃)₅. Va ser aprovada com a espècie vàlida per l'Associació Mineralògica Internacional en el mes de desembre de l'any 2023, i encara resta pendent de publicació. Cristal·litza en el sistema hexagonal.
L'exemplar que va servir per a determinar l'espècie, el que es coneix com a material tipus, es troba conservat a la col·lecció mineralògica del Museu Geològic de Xina, a Beijing (República Popular de la Xina), amb el número de catàleg: M16140.

## Formació i jaciments
Va ser descoberta al complex de sienita carbonatita de Shaxiongdong, situat a la reserva natural de Shennongjia, a la localitat de Shiyan (Hubei, República Popular de la Xina). Aquest indret és l'únic a tot el planeta on ha estat descrita aquesta espècie mineral.